# Джорджадзе, Дмитрий Александрович
Дмитрий Александрович Джорджадзе (26 октября 1898, Сигнахи — 26 октября 1985, Монте-Карло) — грузинский князь, сын князя Александра Джорджадзе, титулярного советника, мирового посредника в Грузии, Кахетии.
После участия в нескольких решающих битвах в Грузии Октябрьской социалистической революции эмигрировал через Италию во Францию.
Друг Дмитрия, известный гонщик Дзаниратти, научил его вождению машины. Первая в жизни Дмитрия машина была «лянча». Наибольшую известность ему принесли автогонки. В 1931 году, совместно с итальянцем Гоффредо Дзехендером на Мерседес-Бенц выиграл гонку «24 часа Спа».
Джорджадзе был женат дважды. В марте 1937 года он женился на Одри Эмери, бывшей жене князя Дмитрия Павловича Романова. Князь Дмитрий Джорджадзе воспитал сына Дмитрия Романова и Одри Емери Павла. После развода, в 1954 году, женился на Сильвии Эшли, бывшей жене Кларка Гейбла и вдове Дугласа Фэрбенкса.
Живя в США, приобрёл плантацию в Южной Каролине, занимался скачками и отельным бизнесом.
Так и не осуществил свою мечту вернуться на родину в Грузию, к своим родным. Похоронен на русском кладбище в Ментоне.

## Родство
Родственники князя Дмитрия Джорджадзе: племянница — Ивлита Джорджадзе и Нино А. Джорджадзе, проживающие в Тбилиси.